# 1992–1993-as UEFA-bajnokok ligája (csoportkör)
Az 1992–1993-as UEFA-bajnokok ligája csoportkörének mérkőzéseit 1992. november 25. és 1993. április 21. között játszották le.
A csoportkörben két darab négycsapatos csoportot képeztek. A csoportokban a csapatok körmérkőzéses, oda-visszavágós rendszerben mérkőztek meg egymással. A csoportok első helyezettjei bejutottak a döntőbe.

## Csoportok
Az időpontok helyi idő szerint értendők.

### A csoport
| Hely. | Csapat        | M | Gy | D | V | G+ | G– | Gk  | P | Továbbjutás            |     | MAR | RAN | BRU | CSKA |
| ----- | ------------- | - | -- | - | - | -- | -- | --- | - | ---------------------- | --- | --- | --- | --- | ---- |
| 1.    | Marseille     | 6 | 3  | 3 | 0 | 14 | 4  | +10 | 9 | Továbbjutott a döntőbe |     | —   | 1–1 | 3–0 | 6–0  |
| 2.    | Rangers       | 6 | 2  | 4 | 0 | 7  | 5  | +2  | 8 |                        |     | 2–2 | —   | 2–1 | 0–0  |
| 3.    | Club Brugge   | 6 | 2  | 1 | 3 | 5  | 8  | −3  | 5 |                        | 0–1 | 1–1 | —   | 1–0 |      |
| 4.    | CSZKA Moszkva | 6 | 0  | 2 | 4 | 2  | 11 | −9  | 2 |                        | 1–1 | 0–1 | 1–2 | —   |      |

| 1992. november 25. 19:30 |

| Rangers                  | 2–2               | Marseille             |
| ------------------------ | ----------------- | --------------------- |
| McSwegan 76' Hateley 82' | (0–1) Jegyzőkönyv | Bokšić 31' Völler 55' |

| Ibrox Stadium, Glasgow Nézőszám: 41 624 Játékvezető: Puhl Sándor (magyar) |

| 1992. november 25. 20:30 |

| Club Brugge  | 1–0               | CSZKA Moszkva |
| ------------ | ----------------- | ------------- |
| Amokachi 17' | (1–0) Jegyzőkönyv |               |

| Olympiastadion, Brugge Nézőszám: 21 500 Játékvezető: Bo Karlsson (svéd) |

| 1992. december 9. 20:30 |

| Marseille                           | 3–0               | Club Brugge |
| ----------------------------------- | ----------------- | ----------- |
| Sauzée 4' (11-esből) Bokšić 10' 26' | (3–0) Jegyzőkönyv |             |

| Stade Vélodrome, Marseille Nézőszám: 30 000 Játékvezető: Aron Schmidhuber (német) |

| 1992. december 9. 20:30 |

| CSZKA Moszkva | 0–1               | Rangers      |
| ------------- | ----------------- | ------------ |
|               | (0–1) Jegyzőkönyv | Ferguson 13' |

| Ruhrstadion, Bochum Nézőszám: 9000 Játékvezető: Kim Milton Nielsen (dán) |

| 1993. március 3. 20:30 |

| CSZKA Moszkva | 1–1               | Marseille |
| ------------- | ----------------- | --------- |
| Faizulin 55'  | (0–1) Jegyzőkönyv | Pelé 27'  |

| Olympiastadion, Berlin Nézőszám: 20 000 Játékvezető: Fabio Baldas (olasz) |

| 1993. március 3. 20:30 |

| Club Brugge    | 1–1               | Rangers     |
| -------------- | ----------------- | ----------- |
| Dziubiński 44' | (1–0) Jegyzőkönyv | Huistra 72' |

| Olympiastadion, Brugge Nézőszám: 19 000 Játékvezető: Antonio Martin Navarrete (spanyol) |

| 1993. március 17. 20:30 |

| Marseille                                                      | 6–0               | CSZKA Moszkva |
| -------------------------------------------------------------- | ----------------- | ------------- |
| Sauzée 4' (11-esből) 34' 48' Pelé 42' Ferreri 70' Desailly 78' | (3–0) Jegyzőkönyv |               |

| Stade Vélodrome, Marseille Nézőszám: 40 000 Játékvezető: Serge Muhmenthaler (svájci) |

| 1993. március 17. 19:30 |

| Rangers                | 2–1               | Club Brugge  |
| ---------------------- | ----------------- | ------------ |
| Durrant 40' Nisbet 71' | (1–0) Jegyzőkönyv | Staelens 52' |

| Ibrox Stadium, Glasgow Nézőszám: 42 731 Játékvezető: Ryszard Wójcik (lengyel) |

| 1993. április 7. 20:30 |

| Marseille  | 1–1               | Rangers     |
| ---------- | ----------------- | ----------- |
| Sauzée 18' | (1–0) Jegyzőkönyv | Durrant 52' |

| Stade Vélodrome, Marseille Nézőszám: 40 000 Játékvezető: Mario van der Ende (holland) |

| 1993. április 7. 20:30 |

| CSZKA Moszkva | 1–2               | Club Brugge                 |
| ------------- | ----------------- | --------------------------- |
| Sergeyev 18'  | (1–1) Jegyzőkönyv | Schaessens 43' Verheyen 83' |

| Olympiastadion, Berlin Nézőszám: 2500 Játékvezető: Angelo Amendolia (olasz) |

| 1993. április 21. 20:30 |

| Club Brugge | 0–1               | Marseille |
| ----------- | ----------------- | --------- |
|             | (0–1) Jegyzőkönyv | Bokšić 2' |

| Olympiastadion, Brugge Nézőszám: 19 000 Játékvezető: Ion Crăciunescu (román) |

| 1993. április 21. 19:30 |

| Rangers | 0–0         | CSZKA Moszkva |
| ------- | ----------- | ------------- |
|         | Jegyzőkönyv |               |

| Ibrox Stadium, Glasgow Nézőszám: 43 142 Játékvezető: Peter Mikkelsen (dán) |

### B csoport
| Hely. | Csapat        | M | Gy | D | V | G+ | G– | Gk  | P  | Továbbjutás            |     | MIL | GOT | POR | PSV |
| ----- | ------------- | - | -- | - | - | -- | -- | --- | -- | ---------------------- | --- | --- | --- | --- | --- |
| 1.    | AC Milan      | 6 | 6  | 0 | 0 | 11 | 1  | +10 | 12 | Továbbjutott a döntőbe |     | —   | 4–0 | 1–0 | 2–0 |
| 2.    | IFK Göteborg  | 6 | 3  | 0 | 3 | 7  | 8  | −1  | 6  |                        |     | 0–1 | —   | 1–0 | 3–0 |
| 3.    | FC Porto      | 6 | 2  | 1 | 3 | 5  | 5  | 0   | 5  |                        | 0–1 | 2–0 | —   | 2–2 |     |
| 4.    | PSV Eindhoven | 6 | 0  | 1 | 5 | 4  | 13 | −9  | 1  |                        | 1–2 | 1–3 | 0–1 | —   |     |

| 1992. november 25. 20:30 |

| AC Milan                              | 4–0               | IFK Göteborg |
| ------------------------------------- | ----------------- | ------------ |
| Van Basten 33' 52' (11-esből) 61' 62' | (1–0) Jegyzőkönyv |              |

| San Siro, Milánó Nézőszám: 61 000 Játékvezető: Frans van den Wijngaert (belga) |

| 1992. november 25. 19:30 |

| FC Porto                    | 2–2               | PSV Eindhoven   |
| --------------------------- | ----------------- | --------------- |
| Magalhães 35' Zé Carlos 75' | (1–1) Jegyzőkönyv | Romário 43' 60' |

| Estádio das Antas, Porto Nézőszám: 50 000 Játékvezető: Antonio Martin Navarrete (spanyol) |

| 1992. december 9. 20:30 |

| IFK Göteborg    | 1–0               | FC Porto |
| --------------- | ----------------- | -------- |
| P. Eriksson 87' | (0–0) Jegyzőkönyv |          |

| Ullevi, Göteborg Nézőszám: 22 303 Játékvezető: Jozef Marko (szlovák) |

| 1992. december 9. 20:30 |

| PSV Eindhoven | 1–2               | AC Milan                |
| ------------- | ----------------- | ----------------------- |
| Romário 66'   | (0–1) Jegyzőkönyv | Rijkaard 19' Simone 62' |

| Philips Stadion, Eindhoven Nézőszám: 27 000 Játékvezető: Alexey Spirin (orosz) |

| 1993. március 3. 20:30 |

| PSV Eindhoven | 1–3               | IFK Göteborg                   |
| ------------- | ----------------- | ------------------------------ |
| Numan 7'      | (1–3) Jegyzőkönyv | M. Nilsson 19' Ekström 34' 44' |

| Philips Stadion, Eindhoven Nézőszám: 27 500 Játékvezető: Keith Burge (walesi) |

| 1993. március 3. 19:30 |

| FC Porto | 0–1               | AC Milan  |
| -------- | ----------------- | --------- |
|          | (0–0) Jegyzőkönyv | Papin 71' |

| Estádio das Antas, Porto Nézőszám: 55 000 Játékvezető: Aron Schmidhuber (német) |

| 1993. március 17. 20:30 |

| IFK Göteborg                             | 3–0               | PSV Eindhoven |
| ---------------------------------------- | ----------------- | ------------- |
| M. Nilsson 2' Ekström 44' Martinsson 48' | (2–0) Jegyzőkönyv |               |

| Ullevi, Göteborg Nézőszám: 35 250 Játékvezető: Ion Crăciunescu (román) |

| 1993. március 17. 20:30 |

| AC Milan   | 1–0               | FC Porto |
| ---------- | ----------------- | -------- |
| Eranio 31' | (1–0) Jegyzőkönyv |          |

| San Siro, Milánó Nézőszám: 67 389 Játékvezető: Philip Don (angol) |

| 1993. április 7. 20:30 |

| IFK Göteborg | 0–1               | AC Milan    |
| ------------ | ----------------- | ----------- |
|              | (0–0) Jegyzőkönyv | Massaro 70' |

| Ullevi, Göteborg Nézőszám: 40 300 Játékvezető: Karl-Josef Assenmacher (német) |

| 1993. április 7. 20:30 |

| PSV Eindhoven | 0–1               | FC Porto                 |
| ------------- | ----------------- | ------------------------ |
|               | (0–0) Jegyzőkönyv | Zé Carlos 77' (11-esből) |

| Philips Stadion, Eindhoven Nézőszám: 25 750 Játékvezető: Leslie Mottram (skót) |

| 1993. április 21. 20:30 |

| AC Milan      | 2–0               | PSV Eindhoven |
| ------------- | ----------------- | ------------- |
| Simone 5' 18' | (2–0) Jegyzőkönyv |               |

| San Siro, Milánó Nézőszám: 56 862 Játékvezető: Puhl Sándor (magyar) |

| 1993. április 21. 19:30 |

| FC Porto                  | 2–0               | IFK Göteborg |
| ------------------------- | ----------------- | ------------ |
| Zé Carlos 42' Timofte 56' | (1–0) Jegyzőkönyv |              |

| Estádio das Antas, Porto Nézőszám: 15 000 Játékvezető: David Elleray (angol) |